# Port lotniczy Mozes Kilangin
Port lotniczy Mozes Kilangin, także Port lotniczy Timika (IATA: TIM, ICAO: WAYY) – port lotniczy położony w mieście Timika, w prowincji Papua we wschodniej Indonezji.